# Kurt Zach
Kurt Zach (* 11. September 1942 in Deutsch Kaltenbrunn) ist ein ehemaliger österreichischer Politiker (SPÖ). Er war von 1989 bis 1999 Abgeordneter zum Burgenländischen Landtag.
Zach besuchte nach der Volksschule in Deutsch Kaltenbrunn die Hauptschule in Fürstenfeld. Er erlernte den Beruf des Tapezierers und leistete zwischen 1960 und 1961 den Präsenzdienst ab. Zach war bis 1965 als Tapezierer tätig und wurde 1965 Versicherungsangestellter.
Zach trat 1959 der SPÖ bei und wurde 1964 geschäftsführender Obmann und 1982 Ortsparteiobmann der SPÖ-Deutsch Kaltenbrunn. Zudem war er ab 1987 Bezirksvorsitzender der SPÖ Jennersdorf und von 1982 bis 1990 Bürgermeister in Deutsch Kaltenbrunn. Die SPÖ vertrat er vom 26. Jänner 1989 bis zum 17. März 1999 im Landtag.
Kurt Zach wurde für seine Verdienste um die Marktgemeinde Deutsch Kaltenbrunn im September 2013 die Ehrenbürgerschaft verliehen.